# Oberea flava
Oberea flava là một loài bọ cánh cứng trong họ Cerambycidae.